# Josianne Cutajar

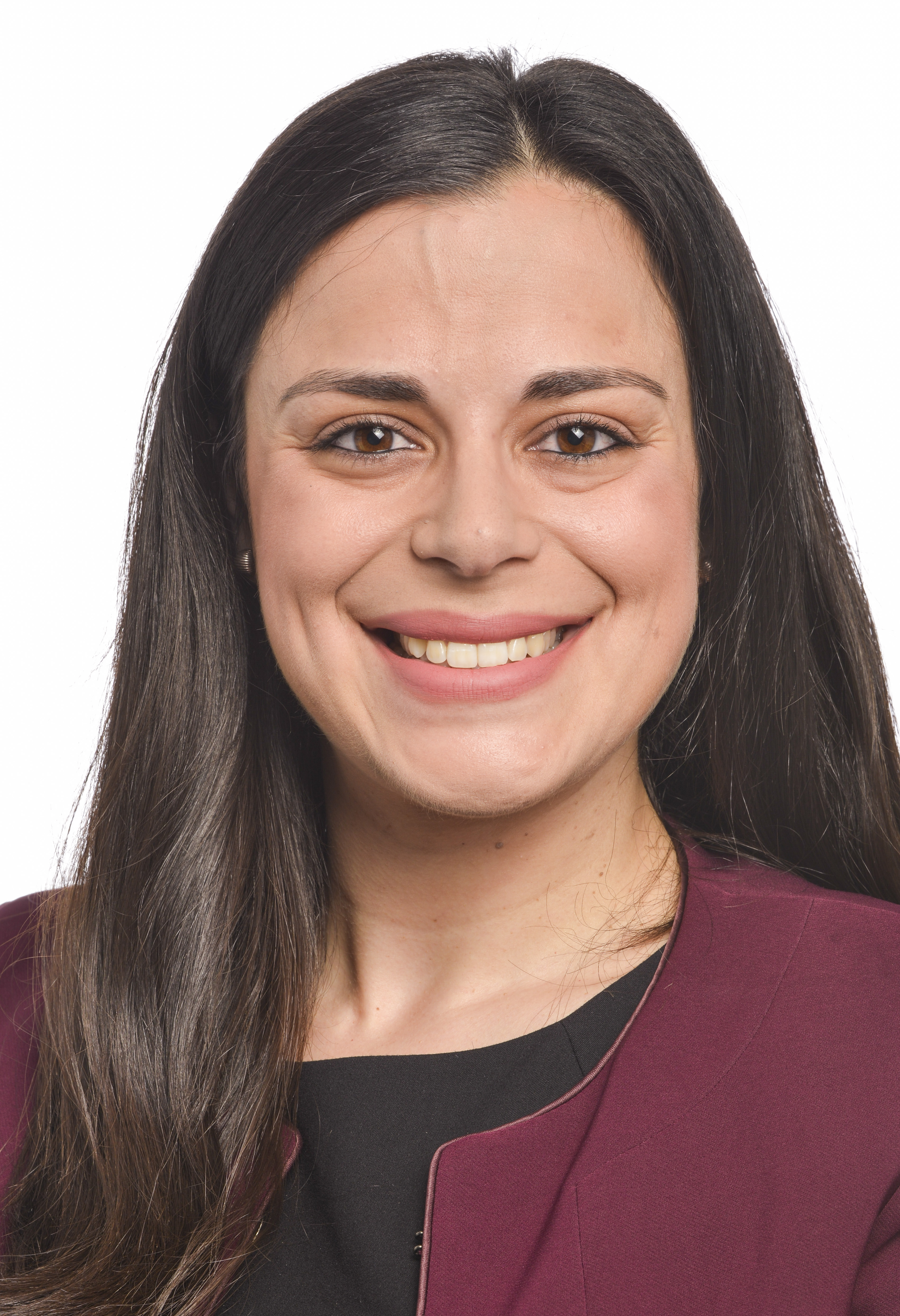
Josianne Cutajar (2019)

Josianne Cutajar (nascida em 27 de dezembro de 1989) é uma política maltesa eleita membro do Parlamento Europeu em 2019.
No parlamento, Cutajar desde então tem servido na Comissão da Indústria, Pesquisa e Energia. Além das suas atribuições nas comissões, faz parte da delegação do Parlamento para as relações com a Austrália e a Nova Zelândia. É também apoiante da Aliança para a Saúde Mental e do Intergrupo do Parlamento Europeu para os mares, rios, ilhas e zonas costeiras.